# Les grands espaces
Les grands espaces è l'ottavo album in studio della cantante canadese Isabelle Boulay, pubblicato nel 2011 in Canada e nei Paesi francofoni d'Europa.

## Tracce
1. Fin octobre, début novembre (Mario Leblanc) — 3:10
2. Souffrir par toi n'est pas souffrir (Étienne Roda-Gil, Julien Clerc) — 4:14
3. Jolie Louise (Daniel Lanois) — 2:52
4. All I Want Is Love (Alyssa Bonagura, Ross Copperman) — 3:23
5. Voulez-vous l'amour? (Benjamin Biolay) — 3:30
6. True Blue (con Dolly Parton) (Dolly Parton, James Newton Howard) — 3:55
7. Mille après mille (Gérald Joly) — 3:47
8. Les grands espaces (Steve Marin) — 4:12
9. Voyager léger (Hubert Mounier) — 2:33
10. Summer Wine (con Benjamin Biolay) (Lee Hazlewood) — 4:46
11. To Know Him is to Love Him (Phil Spector) — 3:07
12. Où va la chance? (Phil Ochs, adattamento di Eddy Marnay) — 3:10
13. Partir au loin (Eve Déziel, Michel Rivard) — 3:56
14. Amour aime aussi nous voir tomber (J.-L. Bergheaud) — 4:51
15. At Last (Harry Warren, Mack Gordon) — 3:30

## Classifiche
| Classifica      | Posizione massima |
| --------------- | ----------------- |
| Belgio Vallonia | 16                |
| Canada          | 9                 |
| Francia         | 12                |
| Svizzera        | 69                |